# Stadhuis van Damme

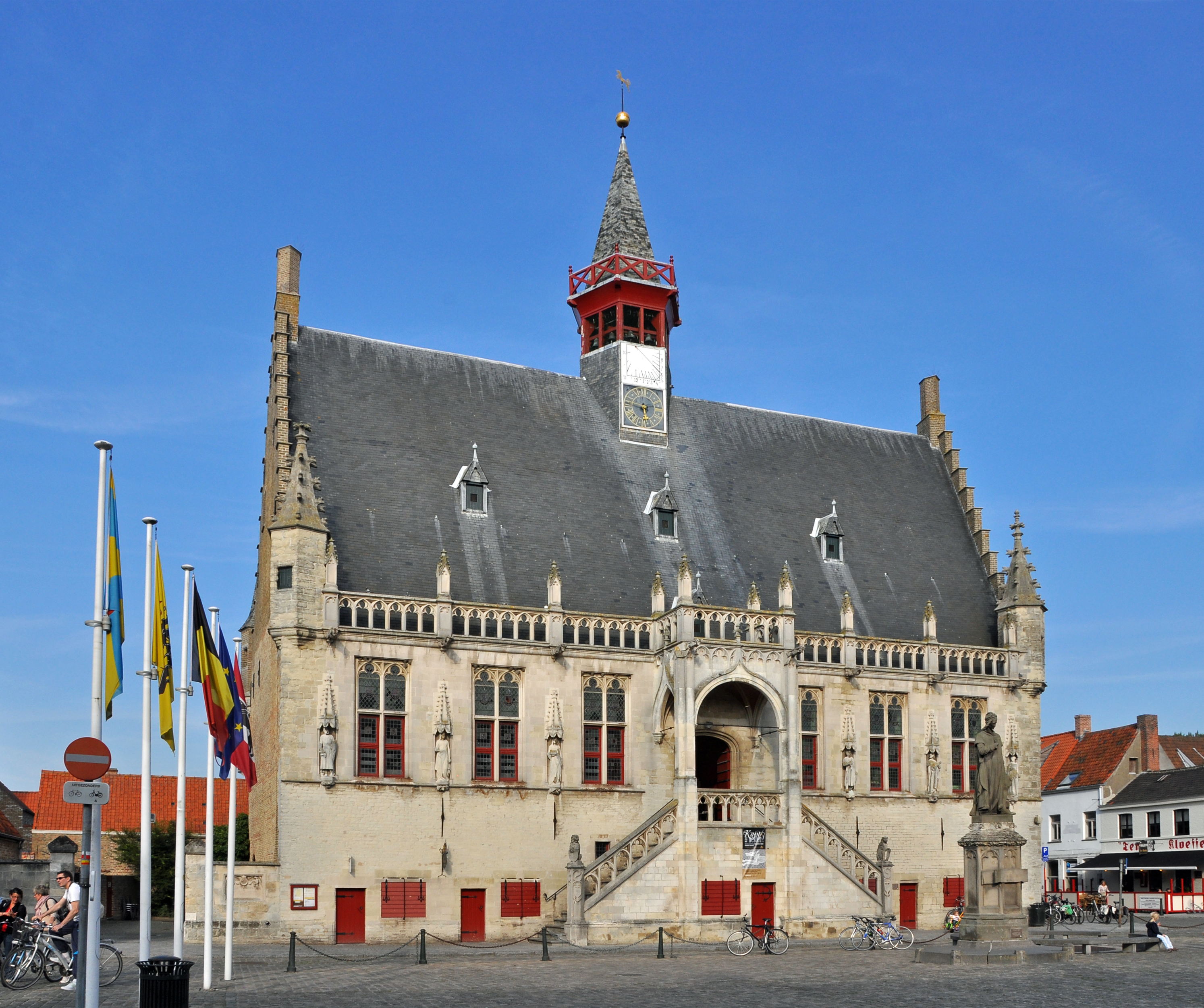
Het stadhuis in 2012

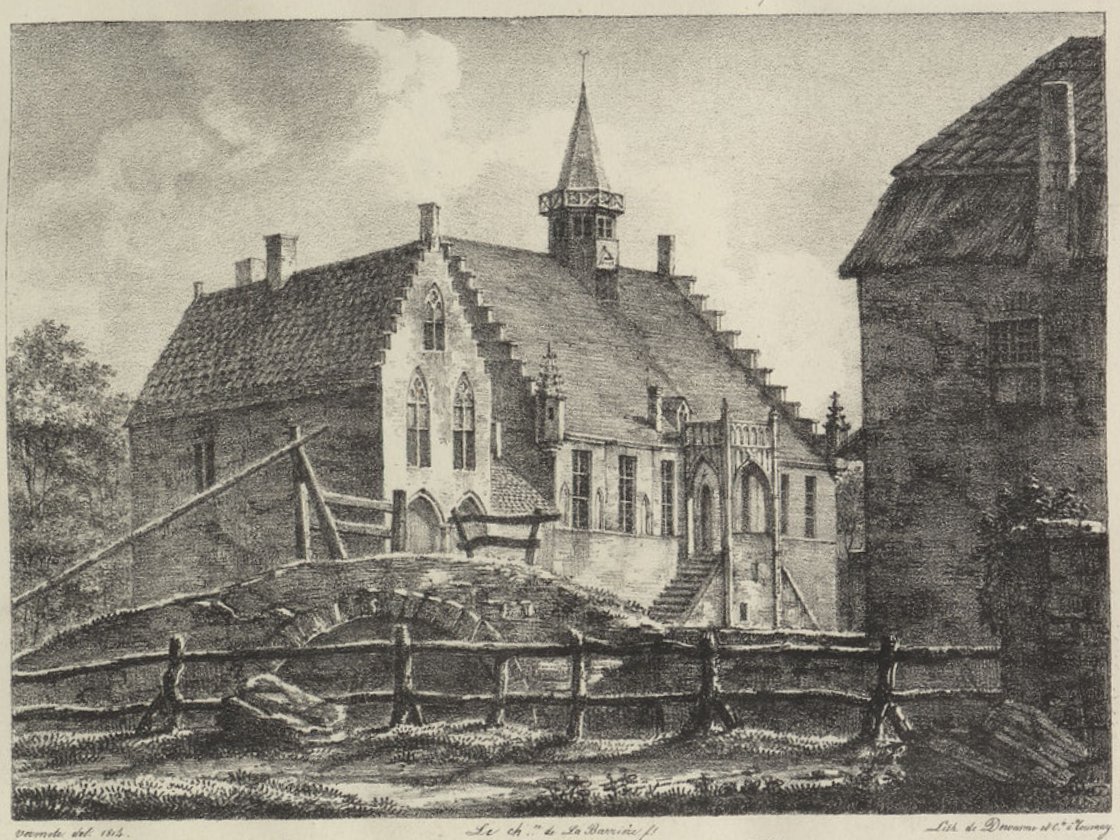
Het stadhuis in 1813

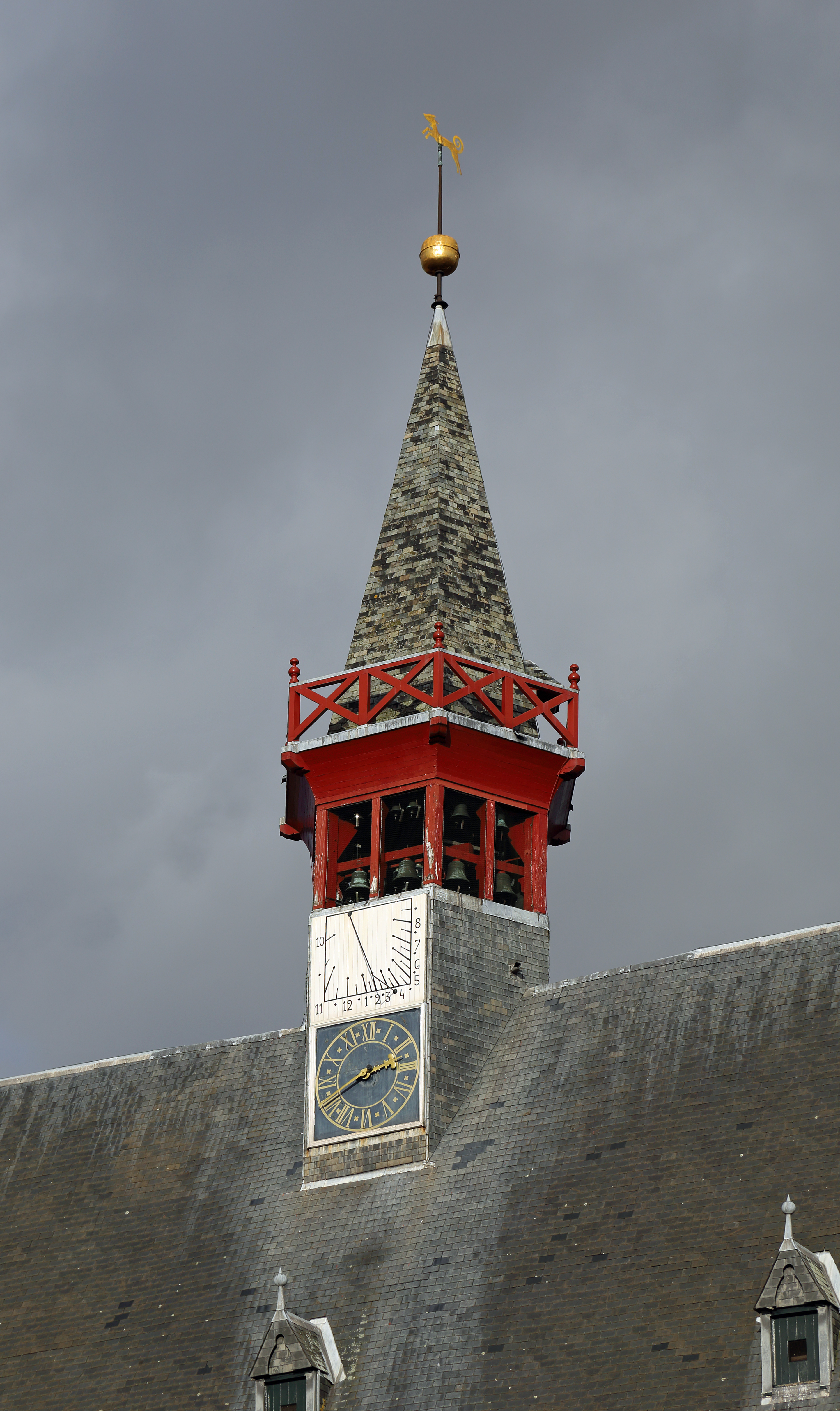
Functionerend uurwerk uit 1459

Het stadhuis van Damme, in de Belgische provincie West-Vlaanderen, is een voorbeeld van Brabantse gotiek.

## Geschiedenis
Een eerste, grotendeels houten stadhuis werd opgetrokken in 1241, toen Damme nog een haven was en het Zwin nog niet verzand. De benedenverdieping van het gebouw deed dienst als goederenopslagplaats en de schepenbank nam de bovenverdieping in. Wegens bouwvalligheid werd in 1461 beslist om het stadhuis af te breken en te herbouwen. De Brusselse steenhouwer en bouwmeester Godevaert de Bosschere en timmerman Jan van Herve uit Sluis dienden vier plannen in, waarvan het goedkoopste werd geselecteerd. Het nieuwe stadhuis, dat ongeveer een derde kleiner uitviel dan het eerste, werd na aanbesteding opgetrokken door Godevaerts zoon Willem de Bosschere, Jacob Quatwant (metser) en Andries Centurion (timmerman) van 1464 tot 1467, deels op de fundamenten van de eerste halle. De Brugse kunstsmid Pieter Allaerts vervaardigde het ijzerwerk. De dakruiter werd in 1642-1643 hermaakt door timmerman Clement de Prince.
19e-eeuwse restauraties hebben in belangrijke mate het huidige aanzicht van het stadhuis bepaald. Een eerste campagne in 1859-1860 onder provinciearchitect Pieter Buyck vernieuwde het bordes en het verzakkende dakgebinte. Zijn zoon René Buyck leidde in 1895-1896 werken aan de gevels, waarbij de oorspronkelijke Balegemse steen deels werd vervangen door Euvillesteen en aan de achter- en zijgevels door gele baksteen.
Het stadhuis werd in 1938 beschermd als monument.

## Beschrijving
Een overwelfde dubbele trap met leeuwen en vier hoektorentjes versieren de voorgevel. Op de verdieping bevinden zich de Raadszaal en de Vierschaere. Deze zalen waren versierd met gesculpteerde balksleutels in 1465 vervaardigd door Wouter van Inghen uit Sluis, waarvan er drie in situ zijn bewaard (Jacob van Maerlant en een koppel in bad; koning David met een harp en een zeug die door twee personen wordt onderzocht; Maria met kind en een dokter met twee patiënten). In de toren is een beiaard van 39 klokken geïnstalleerd, waarvan twee uit de 14e eeuw. Opvallend zijn ook het stadsuurwerk uit 1459 en een zonnewijzer.
De zes gevelbeelden stellen hoofdzakelijk graven van Vlaanderen voor: v.l.n.r. Filips van de Elzas, Johanna en Margarethe van Constantinopel (die een maquette van het Sint-Janshospitaal in de hand heeft), Filips van Chieti en ten slotte Karel de Stoute en Margaretha van York (te zien is hoe Karel Margaretha een trouwring aanbiedt, hun huwelijk werd in Damme gevierd in 1468). Deze beeldhouwwerken zijn van Gustaaf Pickery, zoon van Hendrik Pickery, wiens standbeeld van Jacob van Maerlant in 1860 op het plein voor het stadhuis werd geplaatst.
Rechts van het stadhuis, in het Huyse de Grote Sterre, zijn het toerimsekantoor, het Bezoekerscentrum Damme en de Zwinstreek én het Uilenspiegelmuseum gehuisvest.